# Crambus midas
Crambus midas là một loài bướm đêm trong họ Crambidae.